# Schulrat (Titel)
Schulrat ist seit dem Deutschen Kaiserreich eine Behörde und auch eine Amtsbezeichnung (Titel). Dem Schulrat obliegt die Schulaufsicht. In Deutschland lautet die Amtsbezeichnung inzwischen Regierungsschulrat und ist gemäß Bundesbesoldungsordnung in Besoldungsgruppe A 14 eingestuft.
Schulrat ist und war zum einen die Bezeichnung von Schulbehörden, z. B. Oberschulrat im Großherzogtum Baden und im Reichsland Elsass-Lothringen, zum anderen die Amtsbezeichnung pädagogisch-technischer Mitglieder solcher Behörden, die auch Oberschulräte, Geheime Schulräte, Geheime Oberschulräte oder Provinzialschulräte hießen. Als Ehrentitel wurde er einzelnen Schuldirektoren, Bezirksschulinspektoren, Seminardirektoren oder anderen Schulmännern verliehen.